# Мерша
Мерша или Мерсија (енгл. Mercia) је била једна од краљевстава англосаксонске хептархије. Центар јој је био у долини реке Трент и њених притока у средњој Енглеској. Ово име је латинска варијанта староенглеског назива Mierce и Myrce, што значи „људи са границе”.
Граничила је са Нортамбријом, Пауисом, Краљевством Јужног Велса, Весексом, Сасексом, Есексом и Источном Англијом. Име Мерша данас још увек користе бројне јавне, трговачке и добровољачке организације као и неке војне јединице.